# Oh bah oui
Singles de Lacrim feat. Booba
Colonel Carrillo
(2017) Judy Moncada
(2017)
Oh bah oui est un single du rappeur français Lacrim en collaboration avec Booba, et sorti le 31 mars 2017 sur l'album Force & Honneur. Il est certifié single de platine en France depuis le 15 septembre 2017.

## Clip vidéo
Le clip de Oh bah oui sort le 28 juin 2017. Il est tourné à Aulnay-sous-Bois (Seine-Saint-Denis) et réalisé par Chris Macari,. Il montre notamment des scènes de braquage, de trafic de drogue et de conduite de voitures puissantes, le tout en noir et blanc.
Lors du tournage du clip le dimanche 21 mai 2017 dans le quartier des Étangs, la Brigade anti-criminalité (BAC) doit intervenir en raison de troubles causés par une foule d'environ 150 personnes venue assister au tournage. Accueillie par des jets de projectiles, la BAC réplique avec des grenades lacrymogènes et met fin au tournage du clip.

## Classements et certification
| Classement                   | Meilleure position | Nombre de semaines dans le classement |
| ---------------------------- | ------------------ | ------------------------------------- |
| France (SNEP)                | 2                  | 7                                     |
| Suisse (Schweizer Hitparade) | 48                 | 1                                     |

| Région | Certification | Ventes/Streams        |
| --- | ------------- | --------------------- |
| France (SNEP) | Diamant       | 50 000 000 eqv stream |
| *Ventes selon la certification ^Mise en rayon selon la certification xNon précisé par la certification ‡ventes/streaming selon la certification |               |                       |